# Ancil Farrier
Ancil Brandon Farrier (sinh ngày 21 tháng 7 năm 1986) là một cầu thủ bóng đá người Trinidad và Tobago từng thi đấu bóng đá đại học ở Hoa Kỳ cho Southern Connecticut State University. Anh cũng từng thi đấu quốc tế cho Trinidad và Tobago, có 4 lần ra sân vào năm 2008.